# 16259 Housinger
16259 Housinger (2000 JR13) là một tiểu hành tinh vành đai chính được phát hiện ngày 6 tháng 5 năm 2000 bởi nhóm nghiên cứu tiểu hành tinh gần Trái Đất phòng thí nghiệm Lincoln ở Socorro.